# Schirmitz
Schirmitz  je obec ve vládním obvodě Horní Falc v zemském okrese Neustadt an der Waldnaab v Bavorsku. Žije zde přibližně 2 100 obyvatel.

## Geografie
Obec se nachází v bezprostřední blízkosti přirozeného centra oblasti, městského okresu Weiden in der Oberpfalz na východním okraji tzv. Weidenské pánve, roviny, která se rozprostírá kolem města Weiden. Na východ od Schirmitzu stoupá první podhůří Hornofalckého lesa. Z návrší v jihovýchodní části obce na cestě do Bechtsriethu se nabízí výhled na celou Weidenskou kotlinu s čedičovými kužely Parkstein a Rauhem Kulm. Schirmitz leží na řece Waldnaab, která protíná Horní Falc ze severu na jih a později se stává řekou Nábou.

### Sousední obce
Schirmitz  sousedí s následujícími obcemi od západu: městský okres Weiden in der Oberpfalz, Bechtsrieth a Pirk.
| Růžice kompasu |                         | Weiden in der Oberpfalz |             | Růžice kompasu |
| Růžice kompasu | Weiden in der Oberpfalz | Sever                   | Bechtsrieth | Růžice kompasu |
| Růžice kompasu | Weiden in der Oberpfalz | Schirmitz               | Bechtsrieth | Růžice kompasu |
| Růžice kompasu | Weiden in der Oberpfalz | Jih                     | Bechtsrieth | Růžice kompasu |
| Růžice kompasu | Pirk                    |                         |             | Růžice kompasu |

## Historie
Schirmitz byl poprvé písemně zmíněn v dokumentu z roku 1223, kdy se „Marcward von Schirnwitz“ objevil jako svědek v soudním sporu mezi Diepoldem z Leuchtenbergu a Heinrichem z Ortenburgu-Murachu. Místo bylo později součástí Bavorského kurfiřtství a tvořilo soudní okres a sídlo svobodných pánů z Hannakamu. Administrativními reformami v Bavorsku vznikla nařízením z roku 1818 obec v současné podobě. 